# 룡천군
룡천군(龍川郡, 표준어: 용천군)은 조선민주주의인민공화국 평안북도의 행정 구역이다.

## 지리
압록강이 황해로 흘러들어가는 하구(河口)의 룡천평야 중심에 있으며, 압록강을 경계로 중국에 접해 있다. 황해 연안에는 여러 섬들이 있다. 신도와 황금평, 서호섬 등은 룡천군에 속해 있었으나, 1988년에 신도군으로 분리되었다. 룡천군은 육지 중에서는 한국 최서단에 있는 군이다.
북쪽으로 신의주시, 남쪽으로 염주군, 동쪽으로 피현군이 있다. 하구를 사이에 두고 서쪽에는 신도군과 중국 랴오닝성의 둥강 시가 있다.
군의 동북부에 평의선 룡천역이 있다. 이 부근이 현재 행정의 중심으로, 룡천읍으로 불리고 있다. 룡천역에서 다사도로 향하는 철도 노선인 다사도선을 따라서 중부에 북중로동자구, 서부에 용암포로동자구가 있다.

## 역사
| Daedongyeojido (Gyujanggak) 08-06.jpg | Daedongyeojido (Gyujanggak) 08-05.jpg |
|                                       |                                       |

현재의 룡천군의 범위는 1952년에 조선민주주의인민공화국의 군면리 대폐합에 의해 거의 형태가 만들어진 것으로 이전까지는 현재의 염주군도 포함하고 있었다. 또 현재의 신도군은 1988년에 룡천군으로부터 분리된 것이다.
압록강의 하구에 자리해, 용암포가 하항으로서 번창했다. 1903년에는 러시아가 용암포의 군항화를 도모해(용암포사건), 러일전쟁을 초래한 원인의 하나가 되었다. 일제강점기에는 군청이 놓여진 용암포와 그 남쪽으로 공업지로서 조성된 다사도(현재는 염주군에 속한다)가 중심지였고, 신의주와 용암포·다사도를 묶는 다사도선을 따라 공업지대가 형성되었다.
- 고려 : 안흥군이 설치되었다.
- 1014년 : 룡주가 설치되었다.
- 1413년 : 룡천군이 설치되었다.
- 1895년 5월 : 23부제하에서 의주부에 속하게 되었다.
- 1896년 : 13도제하에서 평안북도에 속하게 되었다.
- 1903년 : 용암포 사건이 발생했다.
- 1941년 4월 1일 : 삼교천을 경계로 북쪽 지역을 신의주부로 이관하고 남쪽 지역을 편입해, 천변 월경지의 행정구역을 정리하였다.[2]

| 조선총독부령 제84호                                                     |                                 |
| 구 행정구역                                                             | 신 행정구역                     |
| 룡천군 양광면 봉덕동 일부, 미륵동 일부, 산두동 일부, 양하면 립암동 일부 | 신의주부 일부                   |
| 의주군 고진면 연저동 일부, 룡하동 일부, 남미륵동 일부                   | 룡천군 양광면 일부, 양하면 일부 |
- 1941년 10월 1일 : 룡천면이 룡암포읍으로 승격하였다.[3]
- 1943년 10월 1일 : 양광면 일부가 의주군으로 이관되었다.[4]

| 조선총독부령 제296호         |                    |
| 구 행정구역                  | 신 행정구역        |
| 룡천군 양광면 구룡동, 삼대동 | 의주군 피현면 일부 |
- 1952년 12월 : 룡천군의 룡암포읍·동하면·북중면·양서면·양하면·신도면의 전역과 부라면·양광면의 일부 등을 관할로 룡천군이 재편성되었다. (1읍 29리)
- 1988년 7월 : 신도군이 분리되었다.
- 2004년 : 룡천역에서 열차 폭발 사고가 발생했다.

## 행정 구역
현재 룡천군의 행정구역은 룡천읍과 3로동자구(룡암포로동자구, 북중로동자구, 진흥로동자구), 19리(산두리, 시북리, 동신리, 신암리, 룡송리, 양서리, 견일리, 룡연리, 쌍학리, 수성리, 덕흥리, 서석리, 덕승리, 장산리, 인흥리, 학흥리, 쌍룡리, 동하리, 오흥리)로 구성되어 있다.

## 교통
평양직할시와 북변의 접경도시 신의주시를 서로 연결하는 1급도로가 중심지에 개설되었으며, 역시, 평양직할시로 가는 열차노선인 평의선의 「룡천역」이 있다.

## 산업
공업은 해방 뒤 급속히 발전했다. 북중부의 기계공업이 특히 번성했으며, 대표적인 산업시설을 꼽으면 북중기계련합기업소가 있다.

## 교육
룡천군의 교육기관은 고등교육기관으로 전문학교 2개가 있으며, 중등교육기관과 초등교육기관으로 중학교와 소학교가 있다. 그리고 또한 아동교육기관은 소규모로 운영하는 여러 개의 유치원과 탁아소가 있다.
룡천군의 소학교는 2004년에 일어난 룡천 열차 폭발 사고로 건물형체를 찾아볼 수 없게 완전히 파괴되었다. 그래서 소재지를 옮겨 지금은 군 중심지의 남서쪽에 있는 연두색빛 건물로 다시 개교하였다.

## 룡천 열차 폭발 사고
룡천군은 지난 2004년에 열차폭발 사고로 큰 피해를 입었으며, 룡천역과 함께 중학교와 룡천읍의 수십여 채의 살림집, 그리고 농업전문학교가 파괴되었으며 그와 더불어 수많은 사상자를 내었다.
해외 여러 나라의 지원으로 복구 사업을 시작해 룡천군의 살림집들이 다시 건설되었는데, 폭발 전에 흰색과 회색빛으로 지어진 건물이 많았으나, 지금은 푸른색과 핑크색, 하얀색 등 다양한 색으로 칠해져 있다.
얼마 전 조선중앙방송은 이 시의 복구 사업을 소개하면서, '조선의 지방 도시의 본보기가 되고 있다'고 말한 바가 있다.

## 같이 보기
- 조선민주주의인민공화국의 지리